# 巴塞爾足球俱樂部
巴塞爾足球俱樂部（Fussball Club Basel 1893），簡稱巴塞爾（FC Basel），是一支位於瑞士第三大城市的職業足球俱乐部。巴塞尔是瑞士最成功的足球會之一。

## 球會歷史
成立初期
1893年11月12日巴素利登報招收會員，球隊於11月15日正式成立。在成立初期球隊的戰績乏善可陳，直到成立40年後的1933年才首次奪得瑞士盃冠軍，球隊其後於1947年再次贏得瑞士盃，在1953年首次奪得聯賽冠軍。
1960/70年代
球隊在1960年代及1970年代取得輝煌的成績，共奪得7次聯賽冠軍（1967年、1969年、1970年、1972年、1973年、1977年及1980年）和3屆瑞士盃冠軍（1963年、1967年及1975年），同時在1973年獲得瑞士聯賽盃及1969年和1970年連續兩屆的阿爾卑斯山盃。當時的巴素利除在國內處於領導地位，更成為歐洲球壇的新興勢力。
1980/90年代
1980年代是巴素利的黑暗年代，球隊戰績下滑，更於1988年降級到國家乙級聯賽（Nationalliga B），直到1994年才獲得乙級聯賽冠軍，回升國家甲級聯賽（Nationalliga A），但低潮期整整維持20年。
千禧年代
當圣雅科布公园球场（St. Jakob-Park）在2001年啟用後，巴素利的戰績重回巔峰，於2002年獲得聯賽及瑞士盃雙料冠軍，翌年更在歐冠外圍賽先後淘汰斯利納及些路迪，成為史上第二支晉級歐冠分組賽的瑞士球隊。歐冠第一輪分組賽被編入B組，6戰2勝3和1負得9分，包括兩勝榜末的莫斯科斯巴达克及主客兩場逼平利物浦，最終排名小組第二，僅次於華倫西亞而力壓利物浦出線第二輪分組賽。第二輪分組賽被編入D組，6戰2勝1和3負得7分，主場分別擊敗尤文图斯及拉科魯尼亞，除曼聯得13分排首位外，其餘三隊同得7分，三隊對賽成績最佳的祖雲達斯獲得次名出線，巴素利排第三位光榮出局。
此後，巴素利又連續奪得2003–04年及2004–05年兩屆聯賽冠軍。2004–05賽季，球隊在歐冠外圍賽遭遇強大的國際米蘭，兩回合累計2-5被淘汰而落入歐洲足協盃，第一圈外圍賽兩回合累計3-1淘汰，分組賽在A組與飛燕諾及沙尔克04同得7分攜手出線，第一圈淘汰賽兩回合累計0-2負於而止步。2005–06賽季，在歐冠外圍賽兩回合累計2-4負於雲達不萊梅，再次落入歐洲足協盃，第一圈外圍賽兩回合累計6-0輕鬆淘汰施洛奇伯拉治，分組賽在E組排第三僅獲出線，第一圈淘汰賽兩回合累計2-1擊敗摩納哥，第二圈淘汰賽重遇曾在分組賽主場0-2見負的斯特拉斯堡，兩回合累計4-2成功復仇，晉級半準決賽對米杜士堡，首回合主場先勝2-0，但次回合作客慘敗1-4，兩回合累計負3-4被淘汰。
2005–06球季，巴素利追求三連冠，在2006年2月26日打破球隊主場52場不敗紀錄，到球季最後一場主場對3分落後排次席的FC苏黎世，當時巴素利主場不敗紀錄已增加到59場，只要保持60場不敗即可奪得冠軍，完成三連冠偉業。開場後，FC苏黎世先開紀錄，為巴素利扳成1-1平手，直到補時的93分鍾，尤利安·菲利佩斯库為FC苏黎世射入奠勝球終場成2-1，FC苏黎世以絕對的得失球差優勢（+50球對巴素利的+45球）奪得聯賽冠軍，賽後更引發被稱為「巴塞爾恥辱」（Disgrace of Basel）的球迷騷動。次FC苏黎世再以1分的微小差距，力壓巴素利成功衛冕。
2007–08球季開賽前，巴素利增兵以求重奪冠軍，先從史特加購回瑞士國腳，亦從法蘭克福投效，再從慕遜加柏借回大衛迪根（David Degen）。但球迷寵兒以約350萬歐元轉投多蒙特，而後衛施米贊歷（Boris Smiljanić）則返回前屬的草蜢。本賽季巴素利在歐洲足協盃第二圈外圍賽兩回合累計6-1大勝馬特斯堡，晉級第一圈外圍賽對萨拉热窝亦輕鬆累計8-1過關。分組賽在D組4戰2勝2和不敗排第二位出線，淘汰賽階段32強對士砵亭，兩回合累計0-5被淘汰出局。

## 球會文化

### 擁護球迷
巴素利以擁有龐大而忠心的球迷而聞名，每次投票選舉熱情的球迷，巴素利的「粉絲」排名定居頭10位內，每場主場比賽吸引全瑞士平均最高入座率的23,500名球迷入場支持，當球場擴建後，數目估計可增加到約40,000人。隨著巴素利在歐聯有出色的表現，近年巴素利的球迷開始在國際間揚名。
巴素利最著名的球迷是著名瑞士網球員罗杰·费德勒，出生於巴塞爾的費德勒自小便支持巴素利。

### 敵對球隊
巴塞爾與苏黎世兩個城市在瑞士歷史中有長久而激烈的敵對關係，因此巴素利傳統上最凶猛的對手是FC苏黎世（FC Zürich），在最近兩個賽季FC苏黎世以些微差距壓倒巴素利奪得聯賽桂冠，搞事的球迷經常在兩隊對賽時發生打架。
2005/06年球季巴素利只需在2006年5月13日最後一場比賽在主場擊敗或賽和FC苏黎世，即可繼2003/04年及2004/05年後再奪標而成為三連冠，但如FC苏黎世獲勝則可獲得冠軍，球賽在激烈氣氛中進行，比賽直到90分鐘紀錄仍然維持1-1，場邊巴素利的職員和主場球迷已開始慶祝，但到補時的93分鐘，FC苏黎世的後衛尤利安·菲利佩斯库（Iulian Filipescu）在巴素利禁區內獲機射入奠勝一球，球證隨即鳴笛完結比賽，FC苏黎世奪得冠軍。失望的巴素利搞事球迷沖入球場襲擊正在祝捷的FC苏黎世職球員，而作客的FC苏黎世球迷亦加入戰團，打鬥延續到球場外，直到入夜才結束，是近年瑞士最惡劣的球場暴力事件，被稱為「巴塞爾恥辱」（Disgrace of Basel）。事後FC苏黎世被罰3萬瑞士法郎，而主角巴素利除罰款8萬瑞士法郎，翌季首兩場主場比賽需閉門作賽。
巴素利的次要敵對球隊是位於苏黎世的老牌球隊草蜢（Grasshopper-Club Zürich），但隨著巴素利及FC苏黎世近年成績的崛起，其敵對關係已逐漸在舞台中淡出。

### 青訓系統
巴素利在瑞士以擁有瑞超最佳的青訓系統而著名，足以媲美、曼聯及巴塞罗那等球隊的青訓成績。巴素利訓練出身的瑞士國腳包括（Phillip Degen）、（Alexander Frei）及（Marco Streller）等。
而近年來由青訓系統冒出頭的年青球員有厄瓜多爾的（Felipe Caicedo）、克羅地亞的、塞尔维亚的、尼古拉·维塞利诺维奇（Nikola Veselinovic）及瑞士的等。

### 主場球場

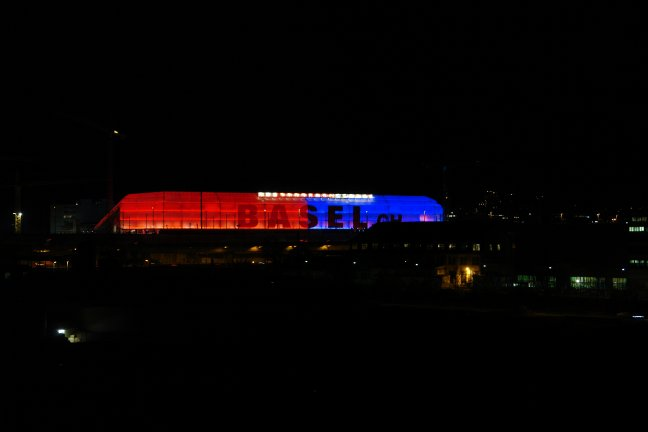
圣雅科布公园球场夜景

圣雅科布公园球场（St. Jakob-Park）是巴素利的主場球場，暱稱「Joggeli」，於2001年揭幕啟用，初時容量為38,800人，但因瑞士與奧地利聯合主辦2008年欧洲足球锦标赛，球場擴建到可容42,500人，是瑞士容量最大的足球場及歐洲足球協會四星級球場。
圣雅科布公园球场於1998年12月13日在舊的圣雅科布体育场（St. Jakobstadion）原址重建，耗資2億2,000萬瑞士法郎，2001年3月15日揭幕戰0-0賽和。圣雅科布公园球场有半透明的外層結構，如同拜仁慕尼黑的安聯球場一樣，可以在晚間發放變化萬千的燈光效果。球場設有兩間餐廳及一個購物中心，兩層停車場可泊680輛汽車，球場有專用火車站。
圣雅科布公园球场是瑞士的駐紮主場，於2008年欧洲足球锦标赛中舉行6場比賽，包括揭幕戰瑞士對捷克及另外2場瑞士的分組賽，2場半準決賽及1場準決賽。

### 會徽及隊色
會徽
巴素利現時的會徽是一面盾牌形狀，左半紅色而右半為藍色，金線圍邊，中間金色字母「FCB」代表巴素利德文名字的縮寫，會徵置於球衣胸口正中而非傳統的左面。
有說由於巴塞罗那的創辦人胡安·甘伯曾效力巴素利並擔任隊長，其會徽取材自巴素利，兩個會徽皆為盾形，同有「FCB」字樣、紅藍主色及金線圍邊，而巴素利會徽左方的足球與巴塞隆拿會徽下方的足球幾乎完全相同。
球衣顏色
巴素利傳統的主場球衣為紅藍上衣、金邊藍色短褲及紅邊藍襪，因而被稱為「RotBlau」，是瑞士德語紅和藍色的意思，作客為藍邊全銀的款式。球衣由耐克（Nike）製造，當地跨國醫藥研發生產商诺华公司（Novartis）則是球衣贊助商。而球會主席吉塞拉·奥里（Mrs Gisela Oeri）的丈夫安德烈·奥里（Andreas Oeri）是當地另一間大藥廠罗氏（Roche）的繼承人。
與會徽的情況相同，巴塞隆拿著名的「blaugrana」（紅藍戰衣）據稱亦是取材自巴素利的「RotBlau」。

## 榮譽
- 瑞士足球超級聯賽
  - 冠軍 (21)：1953, 1967, 1969, 1970, 1972, 1973, 1977, 1980, 2002, 2004, 2005, 2008, 2010, 2011, 2012, 2013, 2014, 2015, 2016, 2017, 2025；
- 瑞士盃
  - 冠軍 (14)：1933, 1947, 1963, 1967, 1975, 2002, 2003, 2007, 2008, 2010, 2012, 2017, 2019, 2025；
- 瑞士聯賽盃
  - 冠軍 (1)：1972；
- 阿爾卑斯山盃（英语：Coppa delle Alpi）
  - 冠軍 (3)：1969, 1970, 1981；

## 球员名单
| 编号     | 国籍       | 球员名字                                | 位置     | 出生日期       |          |          |          |
| 守 門 員 | 守 門 員   | 守 門 員                                | 守 門 員 | 守 門 員       | 守 門 員 | 守 門 員 | 守 門 員 |
| -------- | ---------- | --------------------------------------- | -------- | -------------- | -------- | -------- | -------- |
| 1        | 瑞士       | 马尔温·希茨（Marwin Hitz）              | 門將     | 1987年9月18日  |          |          |          |
| 13       | 瑞士       | 米尔科·萨尔维（Mirko Salvi）            | 門將     | 1994年2月14日  |          |          |          |
| 16       | 瑞士       | 尼尔斯·德摩尔（Nils de Mol）            | 門將     | 2001年5月3日   |          |          |          |
| 後 衛    |            |                                         |          |                |          |          |          |
| 3        | 德国       | 诺亚·卡特巴赫（Noah Katterbach）        | 边后卫   | 2001年4月13日  |          |          |          |
| 4        | 西班牙     | 阿尔瑙·科马斯（Arnau Comas）            | 中后卫   | 2000年4月11日  |          |          |          |
| 5        | 瑞士       | 迈克尔·朗（Michael Lang）               | 后卫     | 1991年2月28日  |          |          |          |
| 6        | 布吉納法索 | 纳塞尔·雅各巴·吉加（Nasser Djiga）      | 后卫     | 2002年11月15日 |          |          |          |
| 15       | 加纳       | 卡西姆·努胡（Kasim Nuhu）               | 中后卫   | 1995年6月22日  |          |          |          |
| 21       | 法國       | 安迪·培尔马（Andy Pelmard）             | 边后卫   | 2000年3月13日  |          |          |          |
| 22       | 德国       | 塞尔吉奥·洛佩斯（Sergio López）         | 边后卫   | 1999年4月8日   |          |          |          |
| 28       | 法國       | 雨果·沃格尔（Hugo Vogel）               | 后卫     | 2004年1月4日   |          |          |          |
| 72       | 瑞士       | 安德烈埃·帕杜拉（Andrea Padula）        | 后卫     | 1996年4月4日   |          |          |          |
| 中 場    |            |                                         |          |                |          |          |          |
| 18       | 加纳       | 埃马纽埃尔·埃西亚姆（Emmanuel Essiam）  | 中场     | 2003年12月19日 |          |          |          |
| 19       | 瑞士       | 达里安·马勒斯（Darian Males）           | 攻击中场 | 2001年5月3日   |          |          |          |
| 20       | 瑞士       | 法比安·弗雷（Fabian Frei）              | 后腰     | 1989年1月8日   |          |          |          |
| 23       | 荷兰       | 沃特·比尔格（Wouter Burger）            | 中場     | 2001年2月15日  |          |          |          |
| 27       | 瑞士       | （Dan Ndoye）                           | 中场     | 2000年10月25日 |          |          |          |
| 34       | 阿尔巴尼亚 | 陶兰特·夏卡（Taulant Xhaka）            | 后腰     | 1991年3月28日  |          |          |          |
| 38       | 瑞士       | 扬尼克·马尔尚（Yannick Marchand）       | 中场     | 2000年2月9日   |          |          |          |
| 40       | 瑞士       | 利亚姆·奇珀菲尔德（Liam Chipperfield）  | 中场     | 2004年2月14日  |          |          |          |
| 42       | 突尼西亞   | Sayfallah Ltaief（Sayfallah Ltaief）    | 中场     | 2000年4月22日  |          |          |          |
| 96       | 葡萄牙     | 约尔森·费尔南德斯（Joelson Fernandes）  | 中场     | 2003年2月8日   |          |          |          |
| 前 鋒    |            |                                         |          |                |          |          |          |
| 7        | 加拿大     | 利亚姆·米拉尔（Liam Millar）            | 前鋒     | 1999年9月27日  |          |          |          |
| 8        | 法國       | 安迪·迪乌夫（Andy Diouf）               | 前鋒     | 2003年5月16日  |          |          |          |
| 9        | 瑞士       | 泽基·阿姆杜尼（Zeki Amdouni）           | 前鋒     | 2000年12月4日  |          |          |          |
| 10       | 法國       | 让-凯文·奥古斯丁（Jean-Kévin Augustin） | 前鋒     | 1997年6月16日  |          |          |          |
| 11       | 匈牙利     | 亞當·扎萊（Ádám Szalai）                | 前锋     | 1987年12月9日  |          |          |          |
| 24       | 瑞士       | 蒂基安·杜舒（Tician Tushi）             | 前锋     | 2001年4月2日   |          |          |          |
| 26       | 塞内加尔   | 马马杜·卡利·塞内（Kaly Sène）           | 前锋     | 2001年5月28日  |          |          |          |
| 27       | 瑞士       | 丹·恩多耶（Dan Ndoye）                  | 前锋     | 2000年10月25日 |          |          |          |
| 30       | 德国       | 安东·凯德（Anton Kade）                 | 前锋     | 2001年4月2日   |          |          |          |

## 著名球員
- （Alexander Frei）
- （Hakan Yakın）
- （Murat Yakın）
- 傑爾丹·沙奇里（Xherdan Shaqiri）
- （Mladen Petrić）
- （Ivan Rakitić）
- 拿斯·奧臣(Lars Olsen)
- （Ottmar Hitzfeld）
- 中田浩二
- （Teófilo Cubillas）
- V. Sundramoorthy
- 穆罕默德·沙拿（Mohamed Salah）

## 註腳
1. ↑  .   [2008-04-09]. （原始内容存档于2007-09-27）.
2. ↑  Inoffizielles Statistik-Portal des FC Basel 1893 的存檔，存档日期2005-12-01.
3. ↑  The first lady of football and of Money 的存檔，存档日期2008-08-11.

## 外部連結
- Official Website （页面存档备份，存于） （德文）
- Rotblau.ch Statistik Website （德文）
- Soccerway.com profile （页面存档备份，存于） （英文）
- 巴塞爾足球俱樂部在瑞士足球超級聯賽的網站上